# Daniel Auteuil
Daniel Auteuil (Algír, 1950. január 24. –) BAFTA-díjas és kétszeres César-díjas francia színész.

## Élete
Daniel Auteuil a nyolcvanas évek elején debütált, és hamar felfigyeltek tehetségére, így sorra kapta a főszerepeket. 1986-ban a Paradicsom... című film mellékszerepéért elnyerte a brit Oscarnak is nevezett BAFTA-díjat. 1993-ban az Európai Filmakadémia a legjobb férfi színésznek járó díjjal jutalmazta a Dermedt szív című filmben nyújtott alakításáért. 1996-ban a cannes-i fesztiválon is megjelent, mi több a zsűri abban az évben a legjobb színésznek választotta az És a nyolcadik napon... francia film főszerepéért.
1997-ben eljátszotta A púpos című filmklasszikus újrafeldolgozásának főszerepét, két évre a Lány a hídon filmben brillírozott, melyért elnyerte második César-díját.
A 2001-ben az Addig jár a korsó a kútra… című filmben homoszexuális férfit játszott. A 2004-es francia krimiben, a 36 – Harminchat-ban, már harmadjára játszott együtt Gérard Depardieu-val, egy évvel később a Rejtély című thrillerben, másodjára kapta meg az Európai Filmakadémia díját, mely a kitüntetés 1988 óta íródó történetében eleddig egyedülálló.
2006-ban egy régi vágya teljesült, eljátszhatta az általa mélyen tisztelt Bonaparte Napóleon szerepét, a Napóleon című filmben. Két évvel később újra együtt forgatott Oliver Marchal-lal, ismét egy krimiben, az MR 73-ban.

## Filmjei
- 2022 : Az új játék
- 2021 : Viszlát, Mr. Haffmann
- 2020 : Le Mensonge
- 2019 : Boldog idők
- 2019 : Qui m'aime me suive!
- 2018 : Remi
- 2018 : Amoureux de ma femme
- 2017 : Le brio
- 2016 : Titkok és vallomások
- 2016 : A lányom nevében
- 2016 : Les naufragés
- 2015 : Entre amis
- 2013 : Jappeloup
- 2013 : A tél beállta előtt
- 2013 : Fanny
- 2013 : Marius
- 2012 : Halálos leshely
- 2011 : A kútásó lánya
- 2009 : Le montespan
- 2009 : Je I'aimais
- 2008 : MR 73
- 2007 : Dialogue avec mon Jardinier
- 2006 : Topmodell a barátnőm
- 2006 : Van barátod?
- 2006 : Napóleon
- 2006 : Zűrös páros
- 2005 : Rejtély
- 2004 : 36 – Harminchat
- 2004 : Rablópandúrok
- 2003 : Csak ön után!
- 2003 : A Vörös Sárkány lovagja
- 2003 : Petites coupures
- 2002 : L'adversaire
- 2001 : Vajont-i gátszakadás
- 2001 : Addig jár a korsó a kútra…
- 2000 : Sade márki játékai
- 2000 : A sziget foglya
- 1999 : Lány a hídon / La fille sur le pont
- 1999 : Mauvaise passe
- 1999 : Az elveszett fiú
- 1997 : Lucie Aubrac
- 1997 : A púpos
- 1996 : Állítja Perreira
- 1996 : És a nyolcadik napon...
- 1996 : Passage à l'acte
- 1996 : Tolvajok
- 1995 : Egy francia nő
- 1994 : Margó királyné
- 1994 : A szakítás
- 1993 : Legkedvesebb évszakom
- 1992 : Dermedt szív
- 1991 : Ma vie est un enfer
- 1990 : Lacenaire
- 1989 : Romuald és Juliette
- 1988 : Néhány nap velem
- 1986 : ...és a Pokol
- 1986 : A Paradicsom...
- 1986 : Le paltoquet
- 1985 : L'amour en douce
- 1985 : Palace
- 1984 : Les fauves
- 1984 : P'tit con
- 1983 : L'indic
- 1982 : Les sous-doués en vacances
- 1982 : Que les gros salaires lèvent le doigt!!!
- 1982 : Sok pénznél jobb a több
- 1982 : Emmenez-moi au théâtre: Apprends-moi Céline
- 1982 : T'empêches tout le monde de dormir
- 1981 : Éretlenek a tengerparton
- 1980 : Au théâtre ce soir: Bataille de dames
- 1980 : La banquière
- 1980 : Éretlenek
- 1979 : À nous deux
- 1979 : Bête mais discipliné
- 1979 : Les héros n'ont pas froid aux oreilles
- 1979 : Rien ne va plus
- 1978 : L'amour violé
- 1977 : Rendez-vous en noir
- 1977 : Monsieur Papa
- 1977 : La nuit de Saint-Germain-des-Prés
- 1977 : L'enlèvement du régent - Le chevalier d'Harmental
- 1976 : Les mystères de Loudun
- 1976 : Attention les yeux!
- 1975 : L'agression
- 1974 : Les Fargeot

## Díjak és jelölések
- díj: BAFTA-díj, legjobb férfi mellékszereplő, A Paradicsom..., 1988
- díj: cannes-i fesztivál, a legjobb férfi alakítás díja, És a nyolcadik napon..., 1996
- díj: César-díj, a legjobb színésznek járó díj, Lány a hídon, 2000
- díj: César-díj, a legjobb színésznek járó díj, A Paradicsom..., 1987
- díj: David di Donatello-díj, a legjobb külföldi színész, Dermedt szív, 1993
- díj: Európai Filmdíj, Legjobb európai színész, Rejtély, 2005
- díj: Európai Filmdíj, Legjobb európai színész, Dermedt szív, 1993
- díj: Sant Jordi-díj, a legjobb külföldi színész, A sziget foglya, 2001